# Westwinds
Westwinds is het zevende studioalbum van de Canadese punkband The Real McKenzies. Het album werd op 27 maart 2012 uitgegeven via de platenlabels Fat Wreck Chords op cd en (gekleurd) vinyl in de Verenigde Staten en via Stomp Records op cd in Canada. De cd die door Fat Wreck Chords in Amerika is uitgebracht bevat een ongetitelde hidden track, dat onofficieel ook wel "Song for Mike" wordt genoemd.

## Nummers
1. "The Tempest" - 4:07
2. "Fool's Road" - 2:52
3. "I Do What I Want" - 3:18
4. "The Message" - 3:54
5. "My Luck is So Bad" - 3:00
6. "The Massacre of Glencoe" - 2:41
7. "The Bluenose" - 2:57
8. "Burnout" - 2:39
9. "Halloween" - 3:39
10. "Hi Lily" - 2:56
11. "My Head is Filled With Music" - 2:59
12. "Barrett's Privateers" - 4:30
13. "Pipe Solo - Francis Fraser" - 2:50
14. (hidden track) - 1:49